# Rovianaralle
Die Rovianaralle (Hypotaenidia rovianae, Synonym: Gallirallus rovianae) ist eine noch lebende flugunfähige oder schlecht fliegende Ralle vom New-Georgia-Archipel in den Salomonen. Sie wurde zwischen 1972 und 1976 neu entdeckt. Von den Einheimischen wird sie in ihrer Sprache als „Kitikete“ bezeichnet.

## Beschreibung
Es handelt sich um eine mittelgroße Ralle, deren Gefieder dem der Bindenralle (Gallirallus phillipinensis) ähnelt. Auch in Schnabelgröße und Körpergröße ähnelt sie dieser, hat aber viel längere Fußknochen. Die Oberseite der Rovianaralle ist ungezeichnet kastanienbraun, während die Unterseite auffallend gestreift ist. Die ockerfarbene oder rötliche Brust ähnelt der der Wekaralle sowie der der Bindenralle und der Guamralle. Die Flügel sind wie der Rücken kastanienbraun haben aber acht kleine weiße Flecken auf den Flugfedern. Die Rovianaralle ist damit weniger auffällig gezeichnet als die Bindenralle, wobei besonders die Streifen auf den Flügeln und unterm Schwanz und die Gesichtszeichnung stark reduziert sind, während der Rücken jegliche Zeichnung verloren hat.

## Verbreitung
Sie ist von der Insel New Georgia und den vier benachbarten Inseln Kolombangara, Kohinggo, Wana Wana und Rendova bekannt. Weitere Vorkommen könnten auf Vangunu und Tetepare sein. Diese Inseln waren in der letzten Eiszeit, als der Meeresspiegel 100–150 m tiefer als heute lag, miteinander verbunden. Die Ralle ist eng mit der Bindenralle verwandt und der Guamralle (H. owstonii) und der Wake-Ralle (H. wakensis) sehr ähnlich, was auf konvergente Evolution zurückzuführen ist.

## Etymologie
Das Epitheton „rovianae“ ist von der Sprache „Roviana“ abgeleitet, die die Bewohner der Inseln sprechen, auf denen die Ralle gefunden wurde.

## Quelle
- Jared Diamond: A new species of rail from the solomon islands and convergent evolution of insular flightlessness. Vol. 108, No. 3, July-September, 1991